# 浦上博史
浦上 博史（うらかみ ひろし、1965年8月16日 - ）は、日本の実業家。2009年4月にハウス食品代表取締役社長、2013年10月にハウス食品グループ本社代表取締役社長に就任した。このほか、全日本カレー工業協同組合理事長、一般社団法人全日本・食学会名誉理事 を兼務する。

## 来歴・人物
- 1965年、ハウス食品工業（現 ハウス食品）2代目社長である浦上郁夫の長男として生まれる。創業者である浦上靖介の孫に当たる[3]。
- 1985年8月、父・郁夫が日本航空123便墜落事故で急逝。当時、博史は慶應義塾大学の学生であった[3]。
- 1988年3月、慶應義塾大学理工学部卒業。
- 1991年3月、ボストン大学経営修士課程を修了。同年9月、住友銀行（現 三井住友銀行）に入行。[2]
- 1997年5月、住友銀行を退行。同年7月、ハウス食品に入社。
- 2002年6月、ハウス食品取締役に就任。
- 2004年6月、ハウス食品代表取締役に、翌7月には取締役副社長に就任。
- 2009年4月、ハウス食品代表取締役社長に就任。創業家からの社長就任は、1985年以来25年ぶりである[3]。
- 2013年10月1日 - ハウス食品グループの持株会社となるハウス食品グループ本社株式会社の社長に就任[4]。

## テレビ出演
- 日経スペシャル カンブリア宮殿 日本の"カレー文化"創った100年企業 家庭で愛される強さの秘密（2013年10月10日、テレビ東京）[5]